# Stay (canción de Rihanna)
«Stay» es una canción de la cantante barbadense Rihanna, incluida en su séptimo álbum de estudio Unapologetic (2012). El sencillo cuenta con la colaboración del cantante Mikky Ekko. La canción fue lanzada como el segundo sencillo del álbum el 7 de enero de 2013. «Stay» fue coescrita por Mikky Ekko y Justin Parker. Incluye géneros musicales como balada pop y R&B, con piano y los acordes de guitarra. El contenido lírico se refiere a la tentación y el fracaso de resistir un amor verdadero. La canción obtuvo una respuesta mayoritariamente positiva de los críticos de música. Fueron divididos en su opinión sobre la balada, con la mayoría describiéndola como un tema destacado en el álbum, mientras que unos pocos la calificaron como aburrida. Sin embargo, los críticos se unificaron al alabar la interpretación vocal y la emoción.
La canción fue versionada por la ex-chica Disney, Demi Lovato, en modo que los críticos mencionaron que la voz de Lovato era la perfecta para la misma, gracias a las notas altas que Lovato logra en su versión de la canción. 
Tras el lanzamiento de Unapologetic, «Stay», apareció en múltiples listas musicales de todo el mundo. Después de su lanzamiento como sencillo, alcanzó el número uno en Canadá, Dinamarca, Sudáfrica e Israel y se ha colocado entre los cinco primeros puestos en dieciséis países, entre ellos Australia, Francia, Alemania, Noruega, Suiza y el Reino Unido. También se ha alcanzado el número tres en el Billboard Hot 100, convirtiéndose en el sencillo número 24 de Rihanna en colocarse entre los diez primeros puestos de la lista, superando a Whitney Houston. Además, se alcanzó el número 15 en la lista Pop Songs. Según Nielsen SoundScan, durante el primer cuarto de 2013, «Stay» vendió 1 745 000 descargas en los Estados Unidos, donde se convirtió en el sexto sencillo más vendido durante aquel periodo. En los mismos meses, vendió 370 000 copias en el Reino Unido, donde se transformó en el quinto sencillo más vendido durante dicho periodo. Solo durante la primera mitad de 2013, vendió 3 298 000 descargas en los Estados Unidos, donde se convirtió en el cuarto tema más vendido durante dicho periodo. según la IFPI «Stay» vendió un total de 7.9 millones de copias a nivel mundial en el 2013, lo que lo convierte en el décimo sencillo más vendido de ese año
El video musical de la canción, dirigido por Sophie Muller, presenta a Rihanna desnuda en una bañera llena de agua turbia, mientras Mikky Ekko esta en un cuarto de baño. Los críticos compararon la vulnerabilidad y emoción en estado puro en el video para la canción en sí. Rihanna estrenó «Stay» en Saturday Night Live en los Estados Unidos, mientras que interpretó la canción en el Reino Unido en The X Factor. Rihanna y Ekko Mikky también interpretaron «Stay» en los Premios Grammy 2013. La canción fue incluida en el repertorio de la mayoría de las fechas de la gira 777 Tour, en apoyo del álbum, También se incluyó en la quinta gira de la cantante, Diamonds World Tour. El 17 de julio de 2013, el video musical de «Stay» fue nominado a un premio MTV Video Music Awards en la categoría Mejor video femenino.

## Producción y lanzamiento
Durante la producción del álbum, varios músicos y productores fueron reclutados incluyendo el cantante estadounidense Mikky Ekko y productor Justin Parker. Según Ekko, la producción del álbum fue masiva, "Su ritmo es una locura. Tenían los estudios que estábamos trabajando en reservado durante tres meses, en un ciclo. Era como nada que jamás había experimentado antes." "Stay" fue escrito y producido por Parker, Ekko y Elof Loelv. Inicialmente, cuando escribió la canción, Ekko no le gustó a causa de su vulnerabilidad; Sin embargo, los colaboradores le convencieron de escuchar "Stay" de nuevo. Después de haberla escuchado de nuevo, entiende que la canción es muy importante para él, "La pista se había vuelto muy especial para mi también, y ahora sé lo que significa para mi y lo que significa para ella."
Poco después de que el administrador de Rihanna se hiciera cargo de la canción, Ekko la conoció en Los Ángeles, donde ella le dijo que ya había cantado la letra, con lo que el reaccionó positivamente. La voz de Rihanna y de Ekko se registraron en dos localidades de grabación por tres personas diferentes: Mike Gaydusek en Nightbird Studios y Marcos Tovar y Kuk Harrell en los Westlake Recording Studios en Los Ángeles. La ingeniería Vocal fue hecha por Gaydusek y asistido por Blake Mares y Robert Cohen. La producción vocal fue completada por Kuk Harrell. fue mezclada por Phil Tan en Ninja club Studios en Atlanta, Georgia. La producción adicional se realizó por Daniella Rivera. "Stay" impactó en Reino Unido el 7 de enero de 2013 como el segundo sencillo de Unapologetic. en los Estados Unidos, "Stay", fue lanzado a la radio hit contemporáneo y radio rítmica el 29 de enero de 2013, como el tercer sencillo en el país después "Diamonds" y "Pour It Up". fue lanzado como un solo CD en Alemania el 15 de febrero de 2013.

## Recepción crítica
«Stay» recibió elogios de los críticos de la música. Jon Dolan de Rolling Stone escribió que ella lo realiza "a una pulgada de su vida" y "se declara en el piano." Dolan siguió declarando que es "cruda" y "sombras ", que es" conflictiva honesto". Dan Martin de NME describe a "Stay", como punto culminante de "Unapologetic", escribiendo que es una "magnífica balada de piano". Martin siguió escribiendo que la canción "puso un giro vulnerables en la situación de Brown, repitiendo otro de los temas del álbum", una referencia a su relación con Chris Brown. Smokey Fontaine de The Huffington post también elogió a "Stay", poniendo énfasis en la interpretación vocal de Rihanna. Escribió que "Hace tres años, nadie hubiera prestado atención a una hermosa balada de piano como 'Stay'. No a causa de los acontecimientos todos fuimos testigos, sino debido a la forma honesta y conectada emocionalmente con sus vovales".
Lewis Corner de Digital Spy galardonó a "Stay" con cuatro de cinco estrellas, comentando que Rihanna "no necesita toda la polémica para encabezar las listas". Corner también comparó "Stay" al trabajo de "algunas de las más exitosas cantantes de baladas femeninas del 2012". Jon Caramanica del The New York Times criticó negativamente la canción, escribiendo que es "canción aburrida impusalda por un piano." la razón que dio para que sea "aburrida" era que se sentía quedado con el tema, junto a "Get it Oer With" y "Lost in Paradise", fueron los "menos textualmente confrontados" y hasta ahora menos exitoso."

## Listas y certificaciones
| País            | Lista                       | Mejor posición |
| --------------- | --------------------------- | -------------- |
| Alemania        | Media Control Charts        | 2              |
| Australia       | Australia Singles Chart     | 4              |
| Austria         | Ö3 Austria Top 40           | 5              |
| Bélgica         | Ultratop 40 (Flandes)       | 3              |
| Bélgica         | Ultratop 40 (Valonia)       | 2              |
| Bulgaria        | IFPI                        | 1              |
| Canadá          | Canadian Hot 100            | 1              |
| Dinamarca       | Tracklisten                 | 1              |
| Escocia         | The Official Charts Company | 4              |
| Eslovaquia      | IFPI                        | 2              |
| España          | PROMUSICAE                  | 5              |
| Estados Unidos  | Billboard Hot 100           | 3              |
| Estados Unidos  | Hot Dance Club Play         | 16             |
| Estados Unidos  | Billboard Pop Songs         | 1              |
| Francia         | French Singles Chart        | 2              |
| Indonesia       | Creative Disc Top 50 Chart  | 1              |
| Irlanda         | Ireland Singles Chart       | 2              |
| Israel          | Media Forest                | 1              |
| Noruega         | VG-lista                    | 2              |
| Nueva Zelanda   | New Zealand Singles Chart   | 4              |
| Países Bajos    | Dutch Top 40                | 3              |
| Países Bajos    | Mega Single Top 100         | 3              |
| Portugal        | Billboard Digital Songs     | 2              |
| Reino Unido     | UK Singles Chart            | 4              |
| Reino Unido     | UK R&B Chart                | 2              |
| República Checa | IFPI                        | 1              |
| Rumania         | Romanian Top 100            | 15             |
| Suiza           | Swiss Music Charts          | 2              |
| Sudáfrica       | Media Forest                | 1              |
| Paraguay        | Top 10 de la 100.5          | 10             |

| País/Región    | Certificación | Ventas/Remesas | Ref.          |
| -------------- | ------------- | -------------- | ------------- |
| Alemania       | Oro           | 150 000        | [ 42 ]        |
| Australia      | 5× Platino    | 350 000        | [ 43 ]        |
| Bélgica        | Platino       | 30 000         | [ 44 ]        |
| Dinamarca      | Platino       | 30 000         | [ 45 ]        |
| España         | 2xOro         | 49 891         | [ 46 ]        |
| Estados Unidos | 9× Platino    | 9 000 000      | [ 47 ] [ 48 ] |
| Italia         | Platino       | 30 000         | [ 49 ]        |
| Nueva Zelanda  | 2× Platino    | 30 000         | [ 50 ]        |
| Reino Unido    | Platino       | 680 000        | [ 51 ]        |
| Venezuela      | 2× Platino    | 20 000         | [ 52 ]        |